# Индуизм в Канаде
По данным переписи населения 2011 года, индуизм в Канаде исповедовало 497 200 чел., или 1,45 % населения страны. Канадские индуисты относятся к одной из трёх основных групп. К первой группе принадлежат индийские иммигранты и их потомки. Индийцы начали иммигрировать в Канаду ещё в начале XX века. К этой группе относятся не только иммигранты из Индии, но и из Фиджи, Гайаны, Тринидада и Тобаго и Суринама. Ко второй группе принадлежат эмигранты из Шри-Ланки. Первые несколько сот шри-ланкийцев прибыли в Канаду 1940-е годы. Вторая волна пришлась на 1983 год, когда неспокойная обстановка у себя на родине вынудила более 500 тыс. тамилов искать убежища в Канаде и других западных странах. Третья группа состоит из обратившихся в индуизм канадцев. В основном это кришнаиты и последователи других индийских организаций и гуру, занимающихся проповедью индуизма на Западе.

## Индуистское население
| Год  | Процент | Прирост |
| ---- | ------- | ------- |
| 2001 | 0,96 %  | -       |
| 2011 | 1,45 %  | +0,49 % |

Индуистское население Канады но провинциям и территориям:
| Провинция                  | Индуисты 2001 | % 2001 | Индуисты 2011 | % 2011 |
| -------------------------- | ------------- | ------ | ------------- | ------ |
| Онтарио                    | 217 560       | 1.9 %  | 366 720       | 2.9 %  |
| Британская Колумбия        | 31 495        | 0.8 %  | 45 795        | 1.0 %  |
| Альберта                   | 15 965        | 0.5 %  | 36 845        | 1.0 %  |
| Квебек                     | 24 525        | 0.3 %  | 33 540        | 0.4 %  |
| Манитоба                   | 3835          | 0.3 %  | 7720          | 0.6 %  |
| Саскачеван                 | 1590          | 0.2 %  | 3570          | 0.3 %  |
| Новая Шотландия            | 1235          | 0.1 %  | 1850          | 0.2 %  |
| Нью-Брансуик               | 470           | 0.1 %  | 820           | 0.1 %  |
| Ньюфаундленд и Лабрадор    | 400           | 0.1 %  | 635           | 0.1 %  |
| Остров Принца Эдуарда      | 30            | 0.0 %  | 205           | 0.1 %  |
| Юкон                       | 10            | 0.0 %  | 165           | 0.5 %  |
| Северо-Западные территории | 60            | 0.2 %  | 70            | 0.2 %  |
| Нунавут                    | 10            | 0.0 %  | 30            | 0.1 %  |
| Канада                     | 297 200       | 1.0 %  | 497 965       | 1.5 %  |